# Сотский, Николай Николаевич
Николай Николаевич Сотский (21 января 1922 Бушово, Ленинский район, Тульская область — 28 февраля 2016) — доцент кафедр общей и теоретической физики, преподаватель Тульского государственного педагогического университета.

## Биография
Родился в семье рабочего.
Участник Великой Отечественной войны. В 1944 г. демобилизован по ранению.
С 1955 года на научно-педагогической работе в Тульском пединституте: аспирант, ассистент, старший преподаватель, доцент.
Соавтор учебника, выдержавшего 19 изданий: Физика. 10 класс: Учебник для общеобразовательных учреждений: базовый и профильный уровни.

## Награды и звания
- Орден Отечественной войны I степени[1].